# Forteresse de Poggio Imperiale
La forteresse de Poggio Imperiale (en italien : fortezza di Poggio Imperiale) est une forteresse située dans la commune de Poggibonsi (province de Sienne) en Toscane,.
Sur le site de la forteresse se trouve le parc archéologique de Poggibonsi qui est le  seul musée en plein air italien  consacré au haut Moyen Âge et présentant une reconstitution historique.

## Historique
La forteresse a été construite sur un projet de Giuliano da Sangallo entre 1488 et 1511 et constitue la construction la plus importante parmi celles envisagées par Laurent le Magnifique pour le renforcement des défenses territoriales, à la suite d'épisodes de guerre qui avaient vu toute la zone sud de la domination florentine, en 1478, mise à sac par les troupes aragonaises qui avait mis en évidence l'inutilité des structures militaires construites jusqu'alors.
Dans le projet Giuliano da Sangallo et son frère Antonio, qui s'occupèrent des travaux à partir de 1496, appliquèrent les innovations les plus avancées dans le domaine de la fortification moderne, qui, entre les XVe et XVIe siècles, révolutionna l'architecture militaire à la suite de l'introduction des armes à feu. En particulier, l'architecture de la forteresse, qui joue un rôle important dans l'histoire de l'architecture militaire, se caractérise par le front bastionné (tronçons de murs d'où dépassent des tours massives), par l'absence du chemin de ronde s'avançant sur des encorbellements, et par la forme polygonale des bastions. Ce dernier point représente une évolution importante pour la famille Sangallo, abandonnant les formes circulaires des bastions utilisés par l'atelier Francione auxquels ils se référaient pendant les années de leur formation professionnelle.

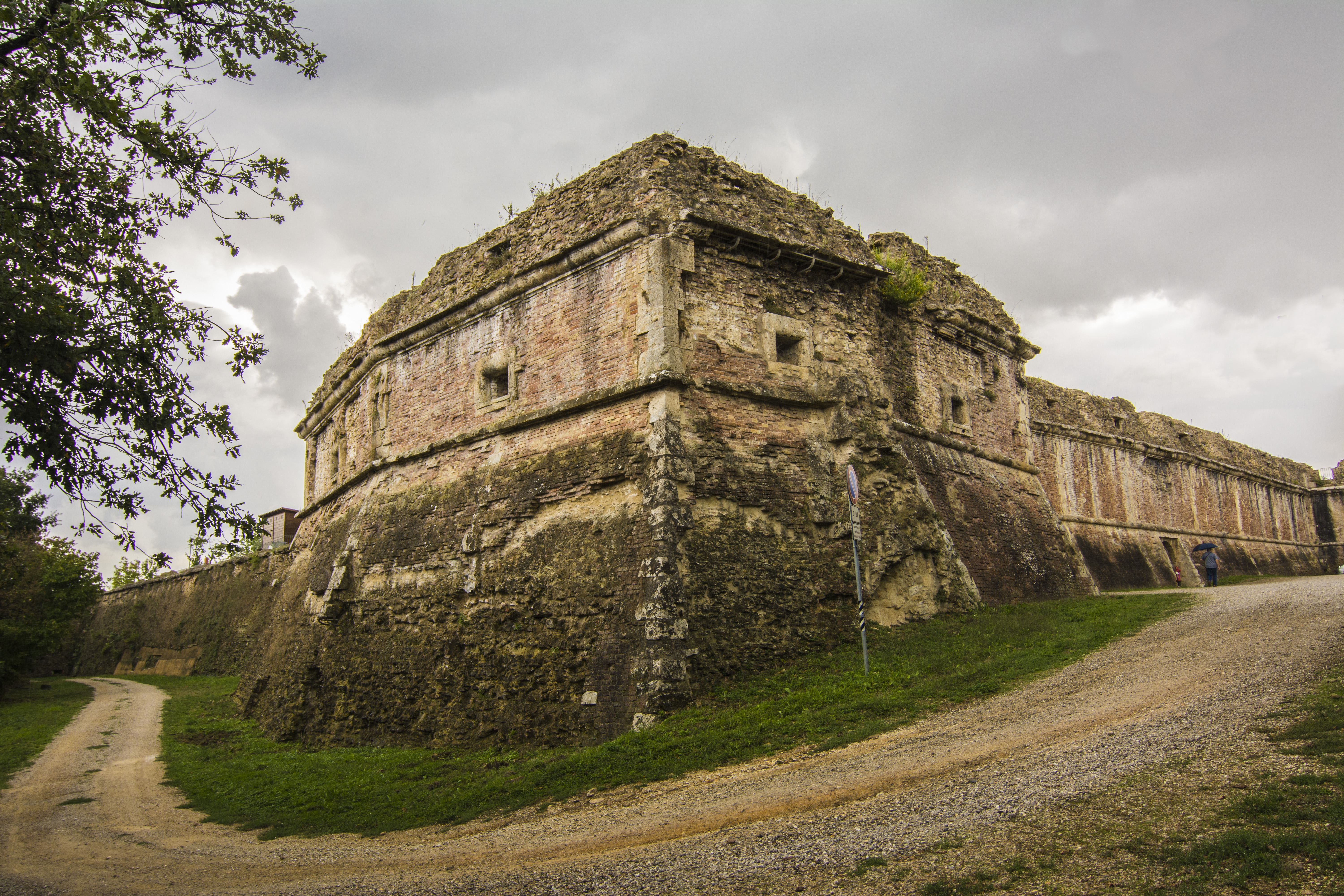
Un bastion de la forteresse.

Sur la colline appelée Poggio Imperiale, qui domine la ville de Poggibonsi, ils voulaient non seulement construire un poste militaire très fort, mais aussi une ville nouvelle, construite selon les canons de la Renaissance de la ville idéale, avec une citadelle fortifiée et une porte extérieure dans un mur d'enceinte construit seulement en partie.
Le projet de construire une ville sur la colline de Poggio Imperiale n'était pas nouveau, car, à l'endroit choisi pour la construction de l'ouvrage, se trouvait l'ancienne ville de Poggiobonizio, un puissant fief des comtes Guidi conquis et rasé par les Florentins en 1270, mais dans la même zone où l'empereur Henri VII de Luxembourg en 1313 voulait fonder la ville de Monte Imperiale (projet avorté en raison de la mort de l'empereur).
L'œuvre de Giuliano da Sangallo reste cependant inachevée ; les causes sont multiples mais surtout influencées à la fois par la mort de Laurent de Médicis en 1492 et par l'évolution du conflit militaire entre Florence et Sienne qui fit perdre de l'importance à la possession de la colline. Grâce à ces causes, l'œuvre est restée à l'état embryonnaire et, n'ayant pas été contaminée par des ajouts ultérieurs, elle est aujourd'hui parvenue sensiblement identique au projet original.
Au cours de la saison 2014/2015, l'ensemble du complexe a subi des travaux de restauration très importants qui ont duré de septembre à mai et qui se sont terminés par l'inauguration de la forteresse restaurée le 7 juin 2015. Les importants travaux de restauration ont mis en lumière la Porta di calciania, précédemment bloquée par un grand monticule de terre, la Porta della fonte, autrefois murée de pierres et la Porta del Giglio, auparavant bloquée par un portail car peu sûre. Les travaux concernaient également la Porta di San Francesco, qui devenait de plus en plus entourée de végétation, le nettoyage des murs de la végétation spontanée et des arbres, et la création d'un itinéraire touristique le long des murailles.

## Architecture
Le complexe fortifié est constitué d'un anneau de murailles qui entoure presque entièrement la colline, à l'exception du côté nord. L'entrée des fortifications se fait par une porte située à l'ouest qui intègre dans sa structure une tour plus ancienne, cette tour est un témoignage des remparts de la ville de Poggiobonizio.
L'œuvre est composée de deux structures : l'enceinte de la ville, équipée de quatre portes d'accès, et la forteresse proprement dite.

### Les murailles
Les remparts, qui auraient dû constituer la défense de la nouvelle ville, sont incomplets et ne sont présents que sur la partie ouest de la colline. La structure n'a pas de modèle géométrique précis mais suit simplement la conformation du terrain et s'étend sur plus d'un kilomètre.

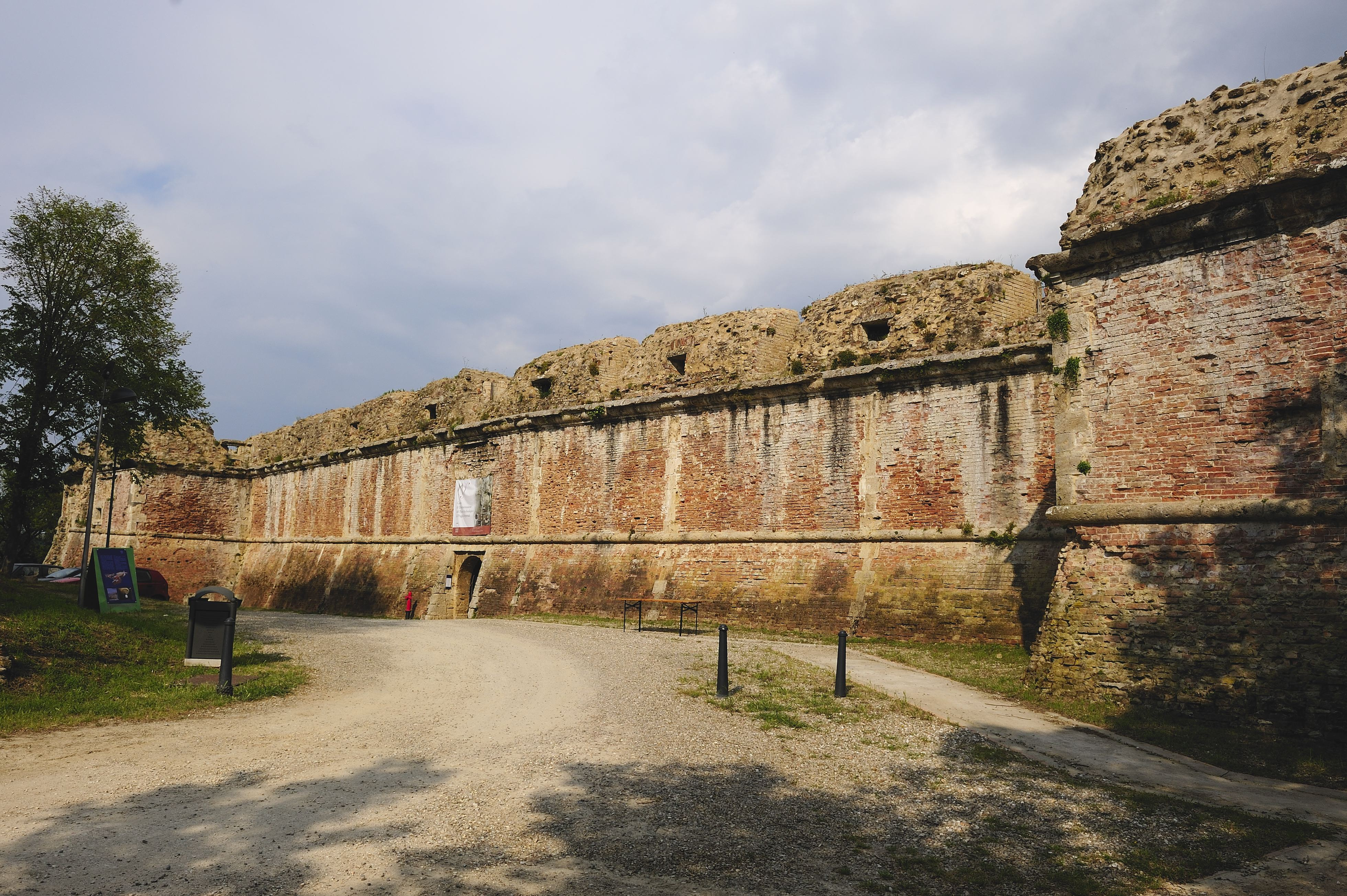
La murailleq.

Les remparts de la ville sont restés abandonnés à leur sort du XVIe siècle à nos jours. Pour cette raison, ils semblent totalement intégrés à la nature environnante.
Les murs ont été construits en briques, entrecoupés de rangées dentelées verticales en travertin qui confèrent à l'ensemble de la courtine beauté et stabilité, tout comme les angles des bastions.
Les murailles possèdent à leur base, dans l'épaisseur du sol, un tunnel qui relie les différents bastions aux portes qui fait office de galerie d'écoute, ce tunnel servait à écouter toute sape des murailles par les ennemis. Du côté ouest se trouve la seule porte d'accès terminée.

### Les portes
- Porta San Francesco :

Elle est la porte qui donne sur le couvent de San Lucchese, ainsi appelée parce que la tour de San Francesco s'élève au-dessus, et elle est la seule complètement achevée. La porte est équipée d'une double entrée, une pour l'extérieur et une pour l'intérieur reliées par un passage et recouverte d'une voûte en berceau, est entièrement en pierre, à l'origine elle devait avoir un pont-levis, comme le montrent les trous présents en façade. Cette première porte donne dans un hall d'entrée où se trouvent deux armoiries en pierre de la république de Florence et où à droite et à gauche se trouvent les deux accès à la galerie d'écoute.
- Porta del Giglio :

Ellz est située du côté nord-ouest et est ainsi appelée car elle fait face à Florence, la ville dont le symbole est le lys.
- Porte di Calcinaia ;

Elle est située sur le côté sud-est, celui qui fait face à Sienne. On l'appelle ainsi parce qu'en dessous se trouve le quartier de la ville appelé calcinaia.
- Porte della Fonte :

Elle était l'ouverture qui permettait d'accéder à la Fonte delle Fate (it).
Outre ces quatre portes, le circuit des murailles présente deux autres œuvres architecturales.
- Porta Piccola :

C'est une ouverture plus petite que les trois autres et est située à mi-chemin entre la Porta del Giglio et la Porta della Fonte, c'était probablement une ouverture à utiliser en cas d'urgence.
- Torre di San Francesco :

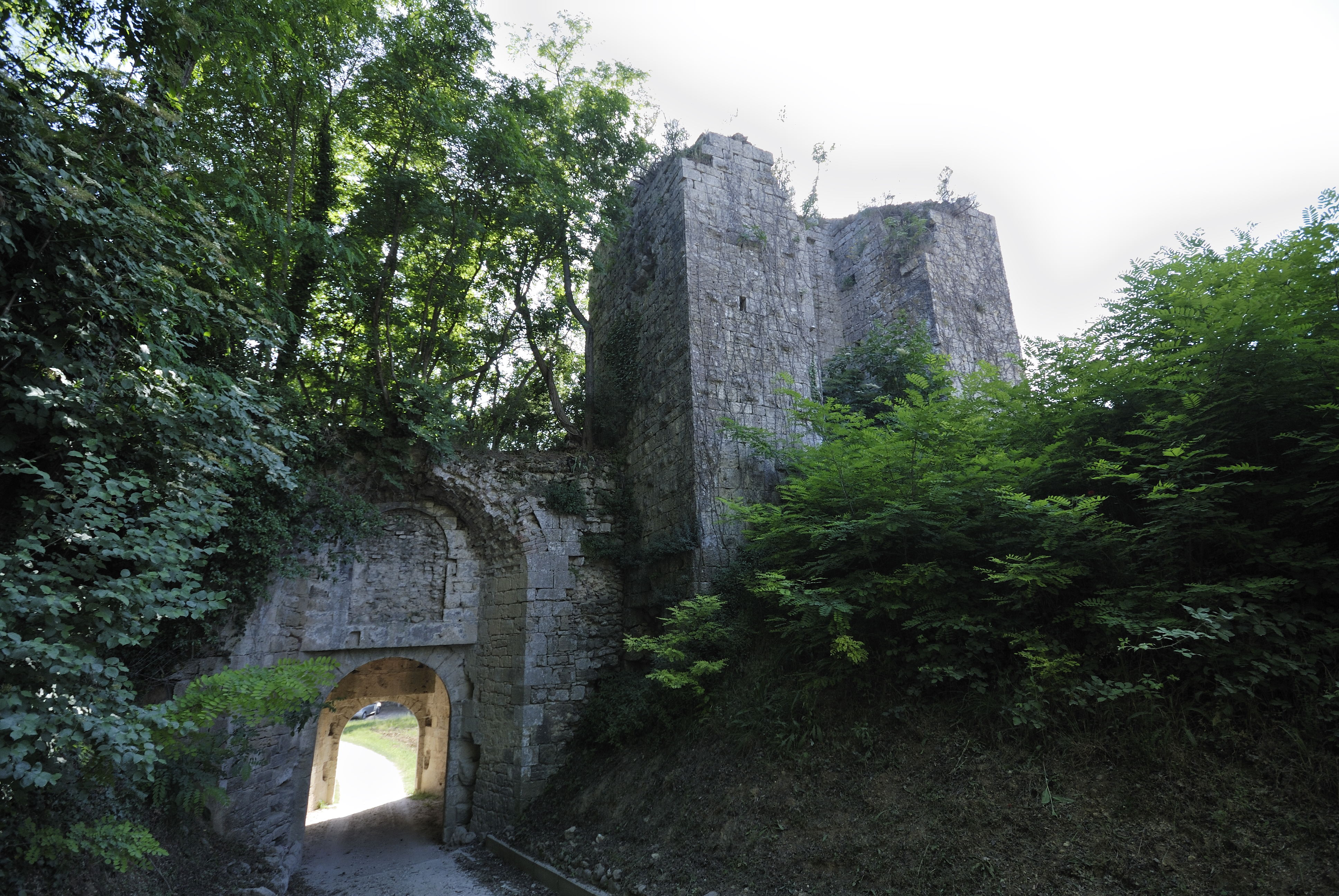
Tour de San Francesco.

Elle est située contre la partie arrière de la Porta San Francesco. Il s'agit d'une tour en forme de U, et à l'intérieur on peut encore voir les trous abritant les éléments en bois et les escaliers menant au sommet. Elle est actuellement partiellement enterrée à sa base à la suite de la construction des murailles médicéennes et sectionnée à son sommet, sa hauteur d'origine était selon toute probabilité bien supérieure à l'actuelle. La tour remonte à la seconde moitié du XIIIe siècle et a été construite pour défendre l'ancien village des comtes Guidi, Poggibonizzo. Elle a été sauvée par Giuliano da Sangallo qui l'a inséré dans le circuit fortifié et a servi de bastion de défense de la porte San Francesco. Après avoir traversé le hall d'entrée de la Porta San Francesco par un chemin de terre, on arrive d'abord à la zone de fouilles archéologiques qui met en lumière l'ancien Poggibonizzo, puis on arrive à la forteresse actuelle.

### Les portes avant et après la restauration 2014/2015

Portes avant restauration
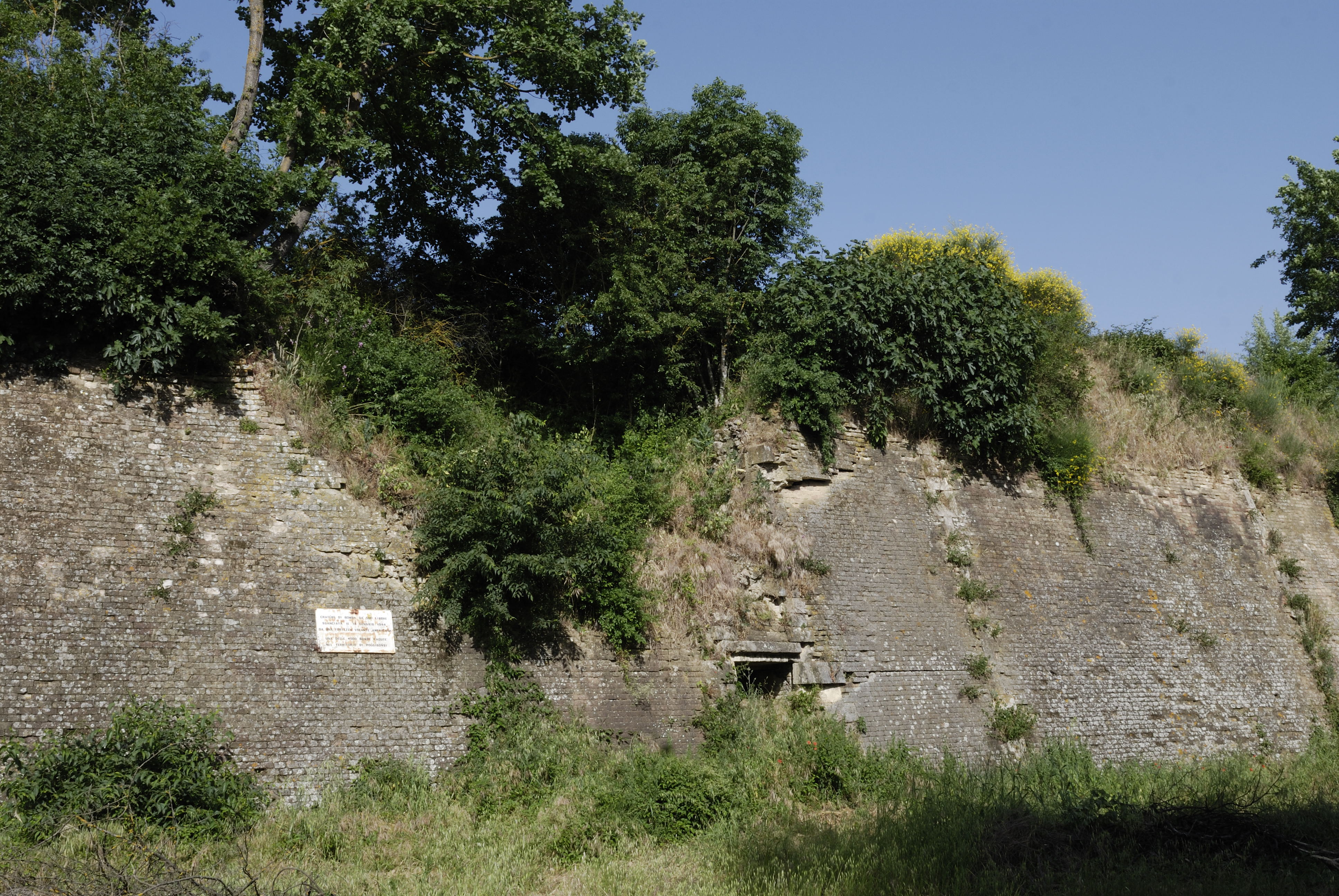
Porta Piccola avant restauration.
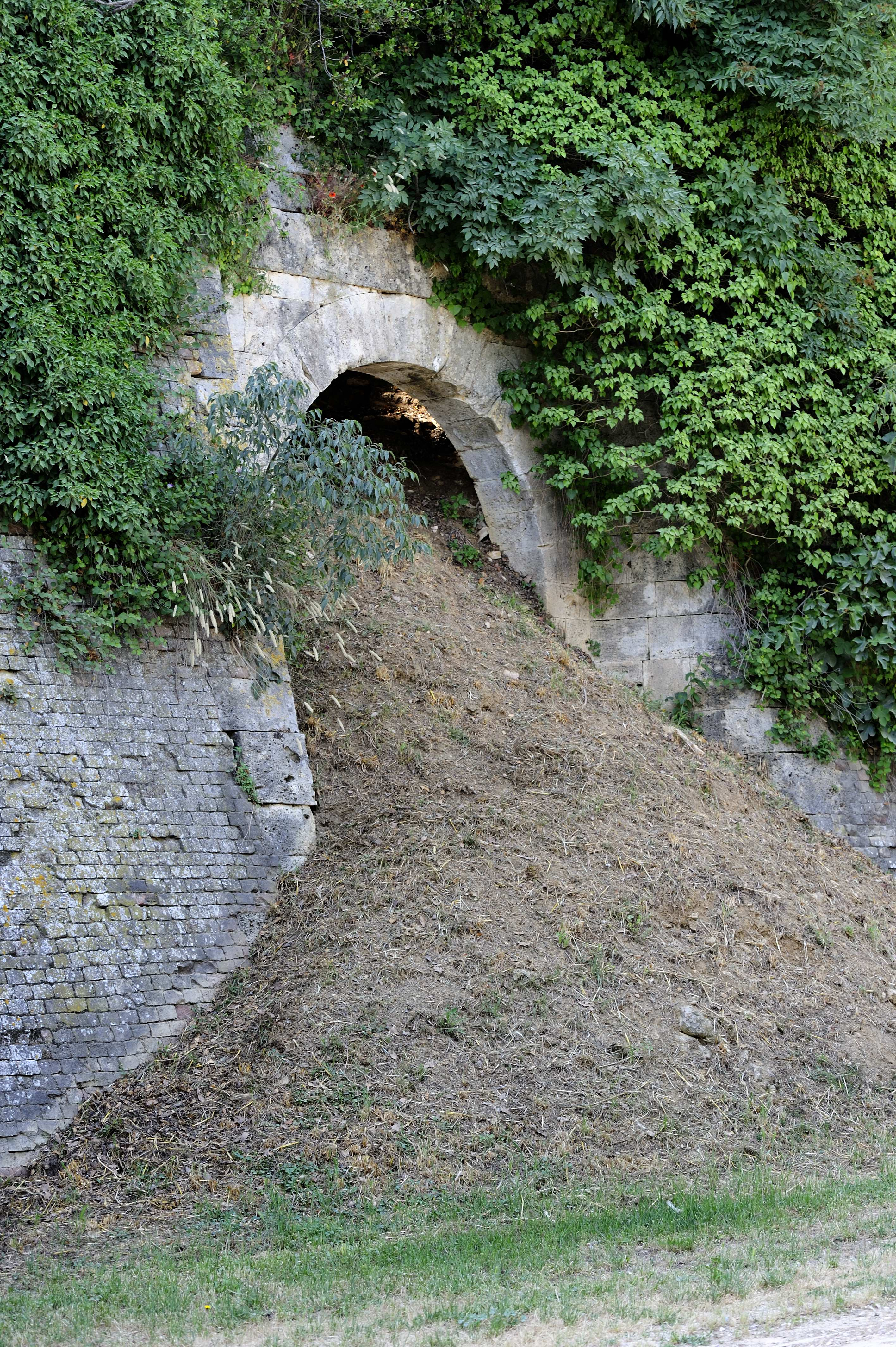
Porta Calcinaia avant restauration.
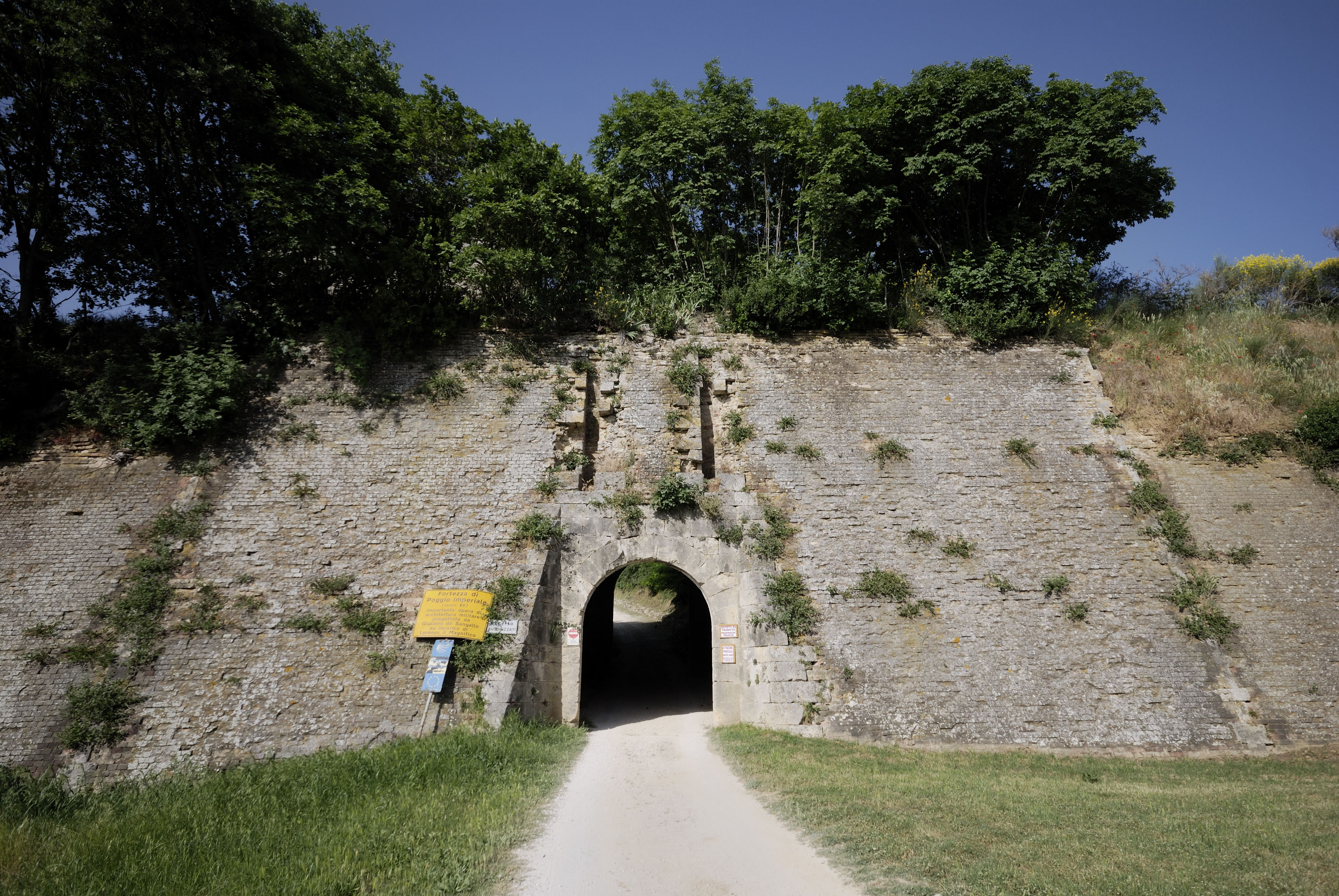
Porta San Francesco avant restauration.
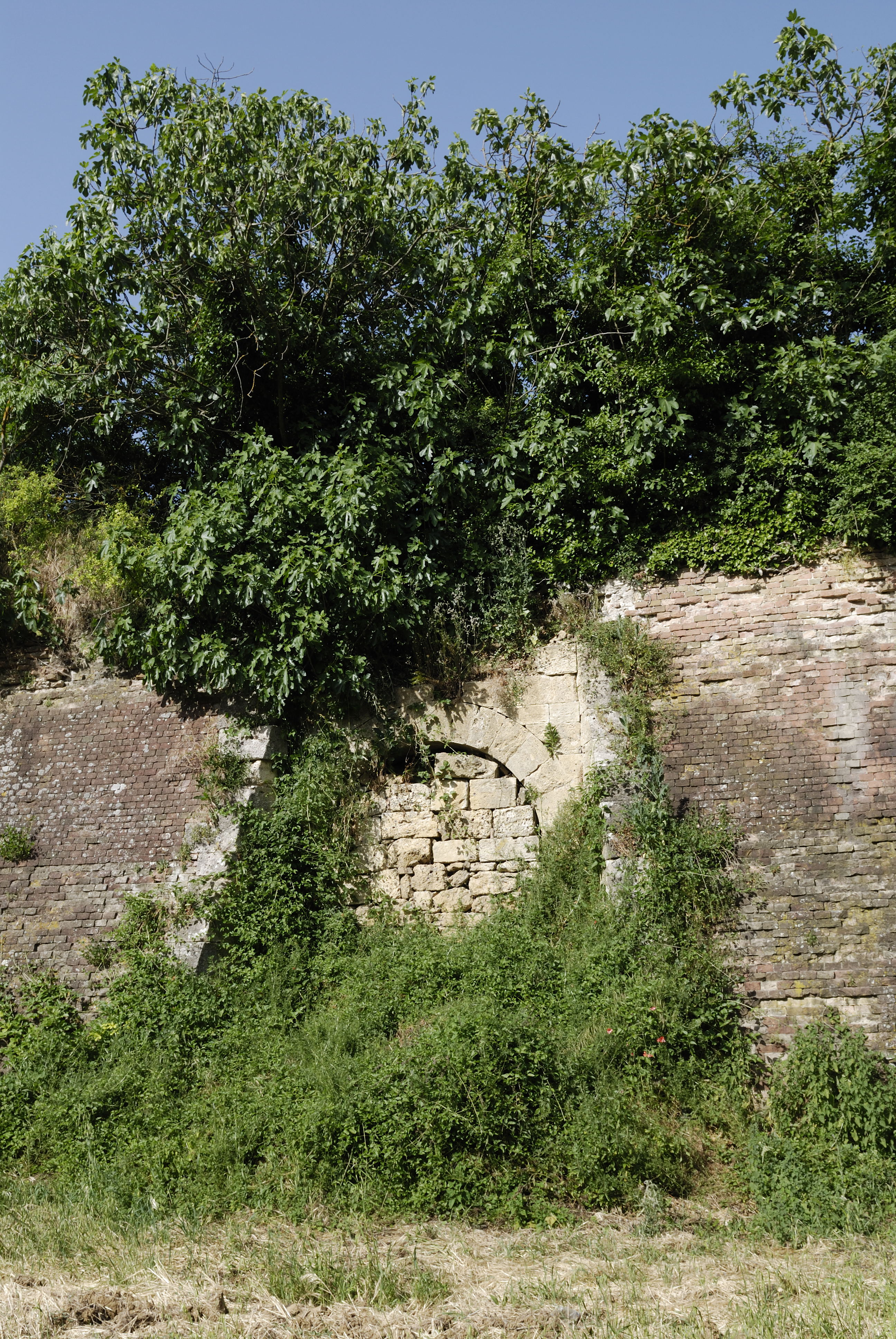
Porta della Fonte avant restauration.
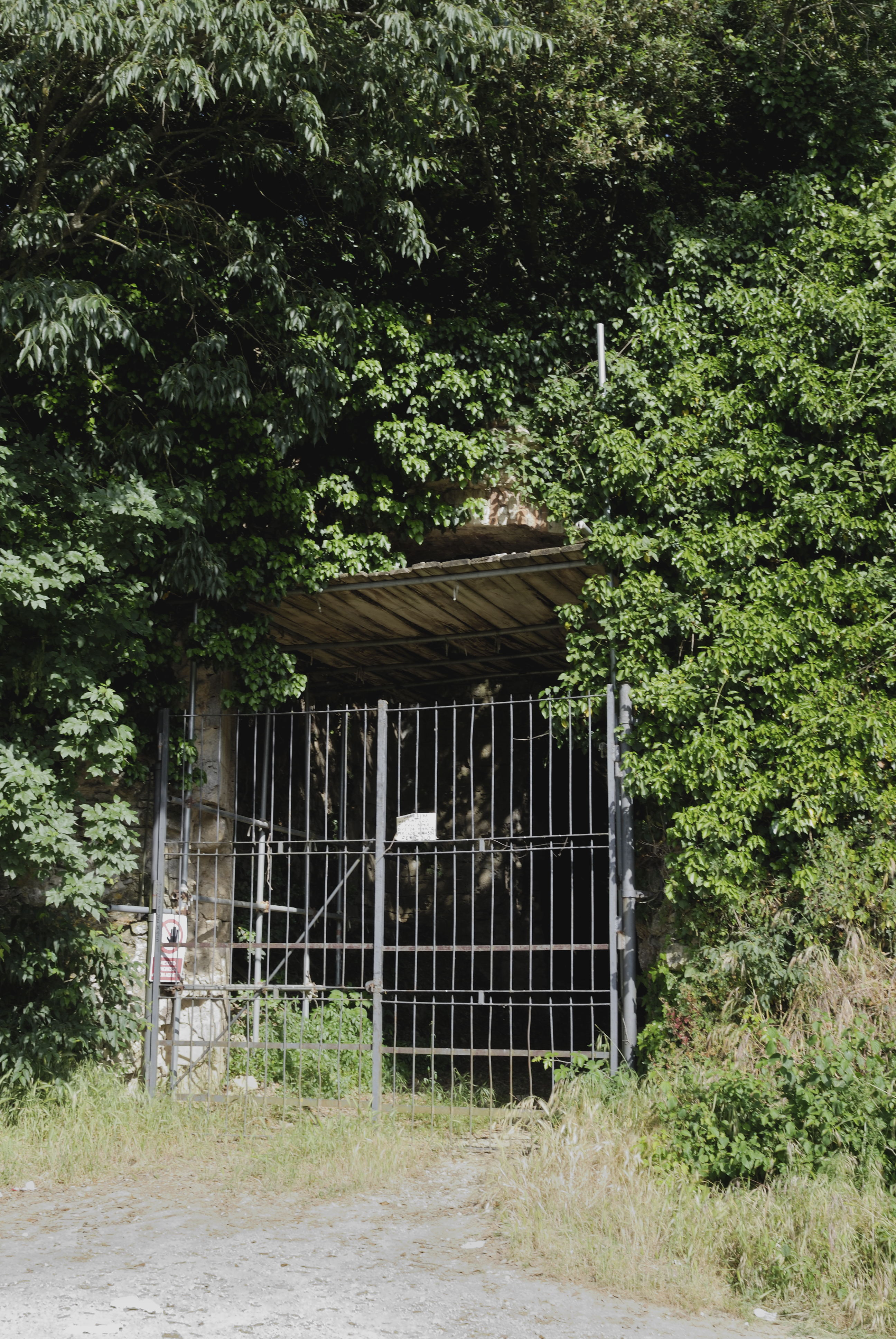
Porta del Giglio avant restauration.

Portes après restauration
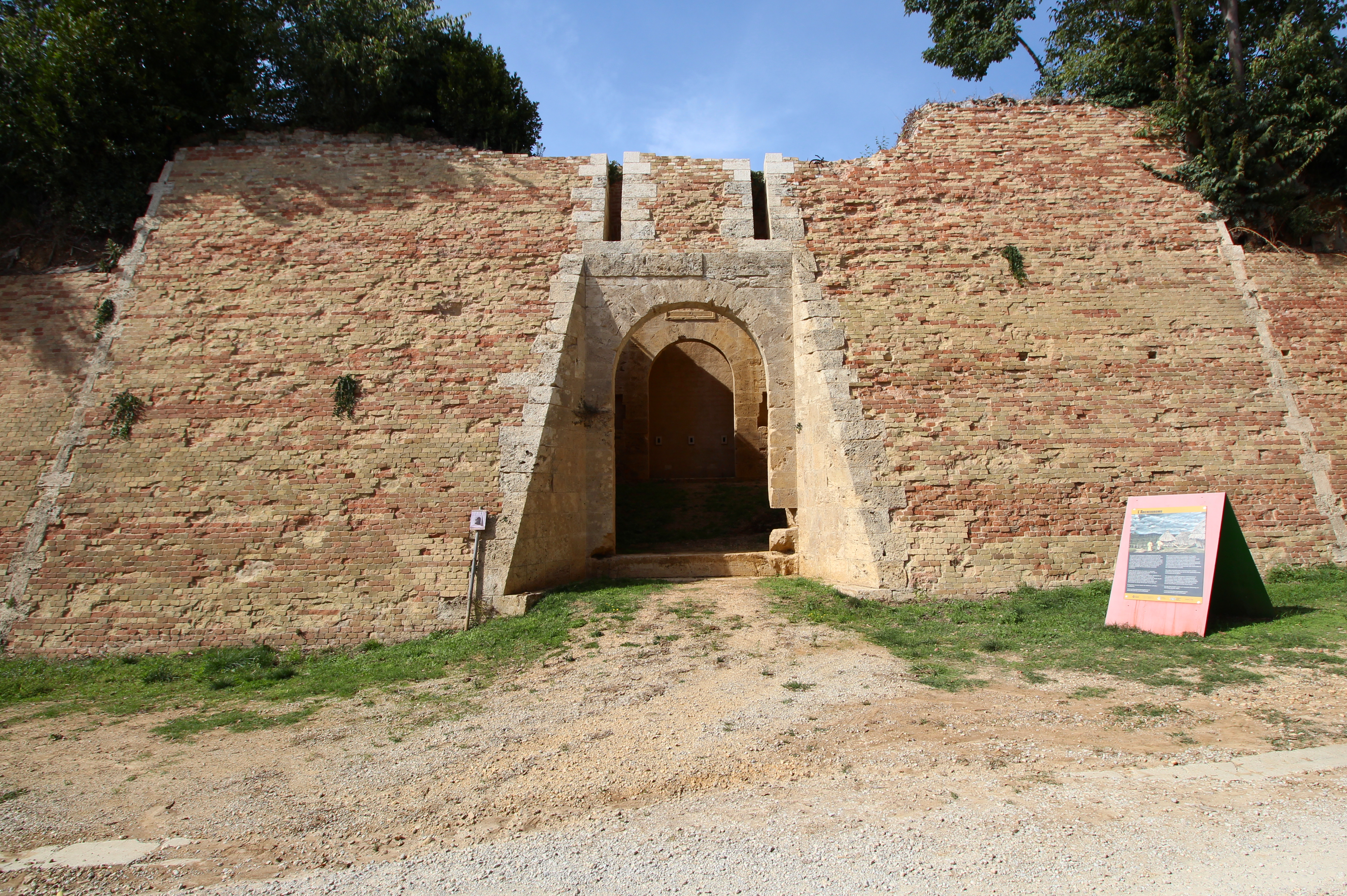
La Porta di calcinaia après restauration.
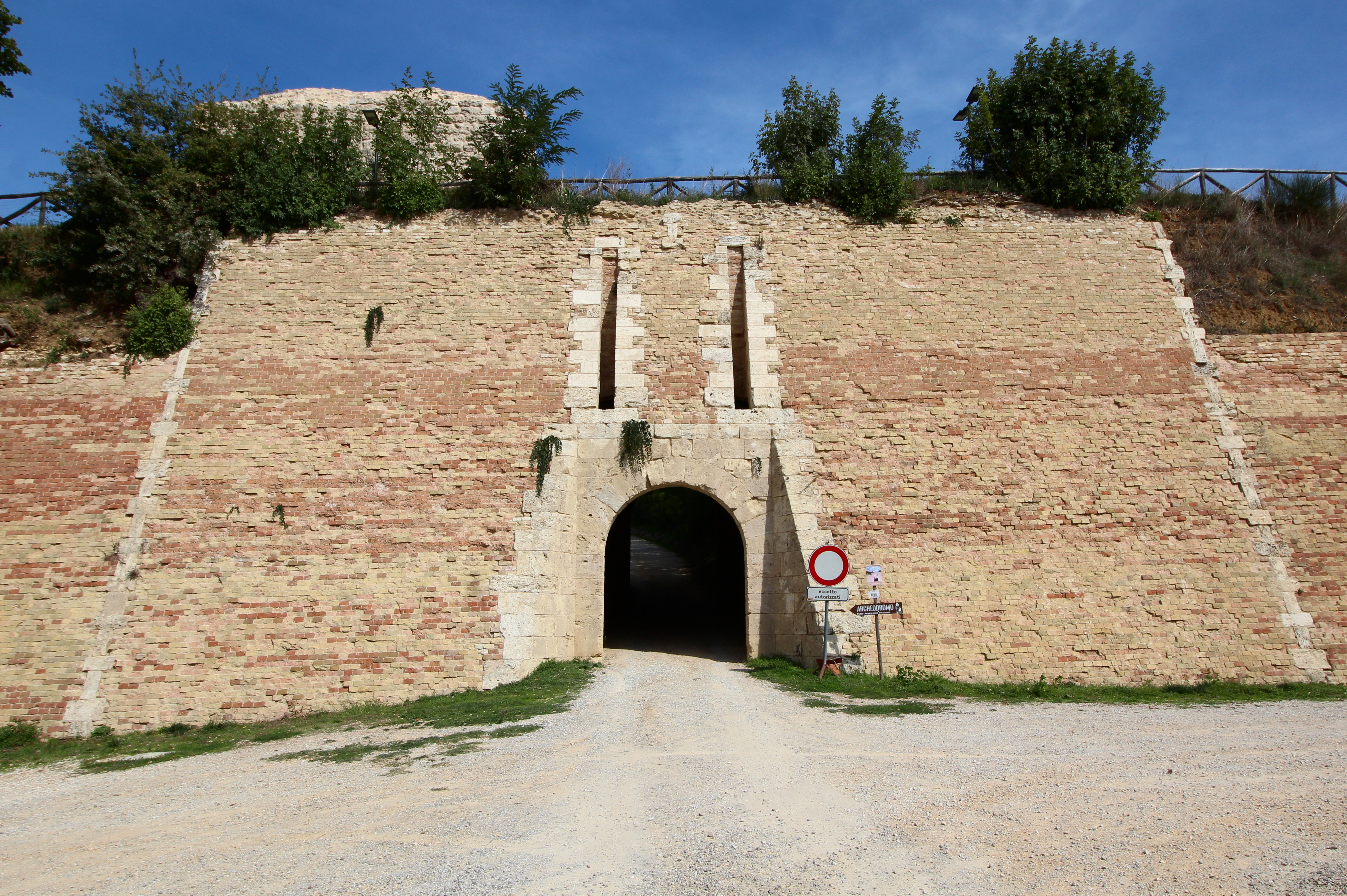
la Porta di San Francesco après.
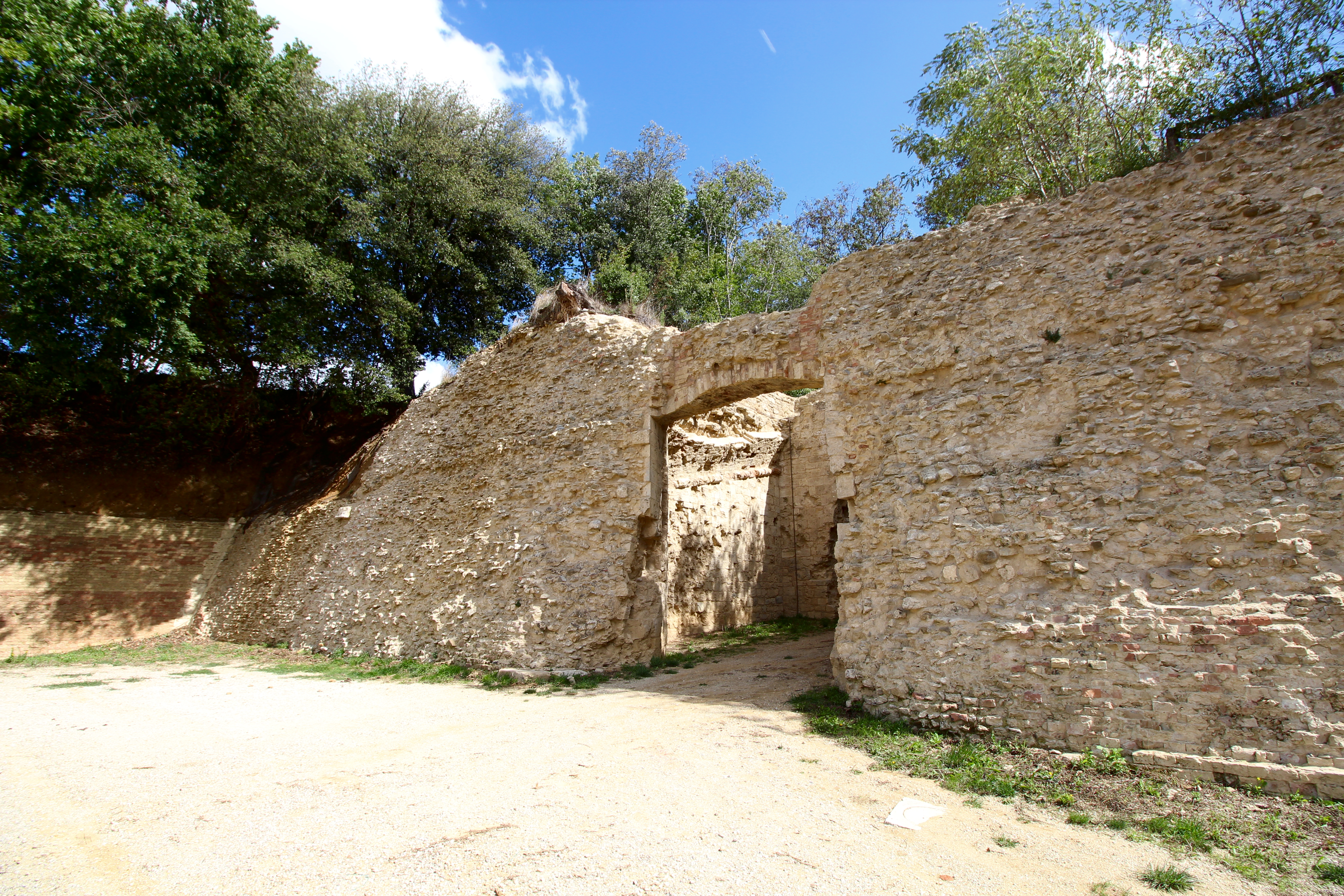
La Porta del Giglio après restauration.
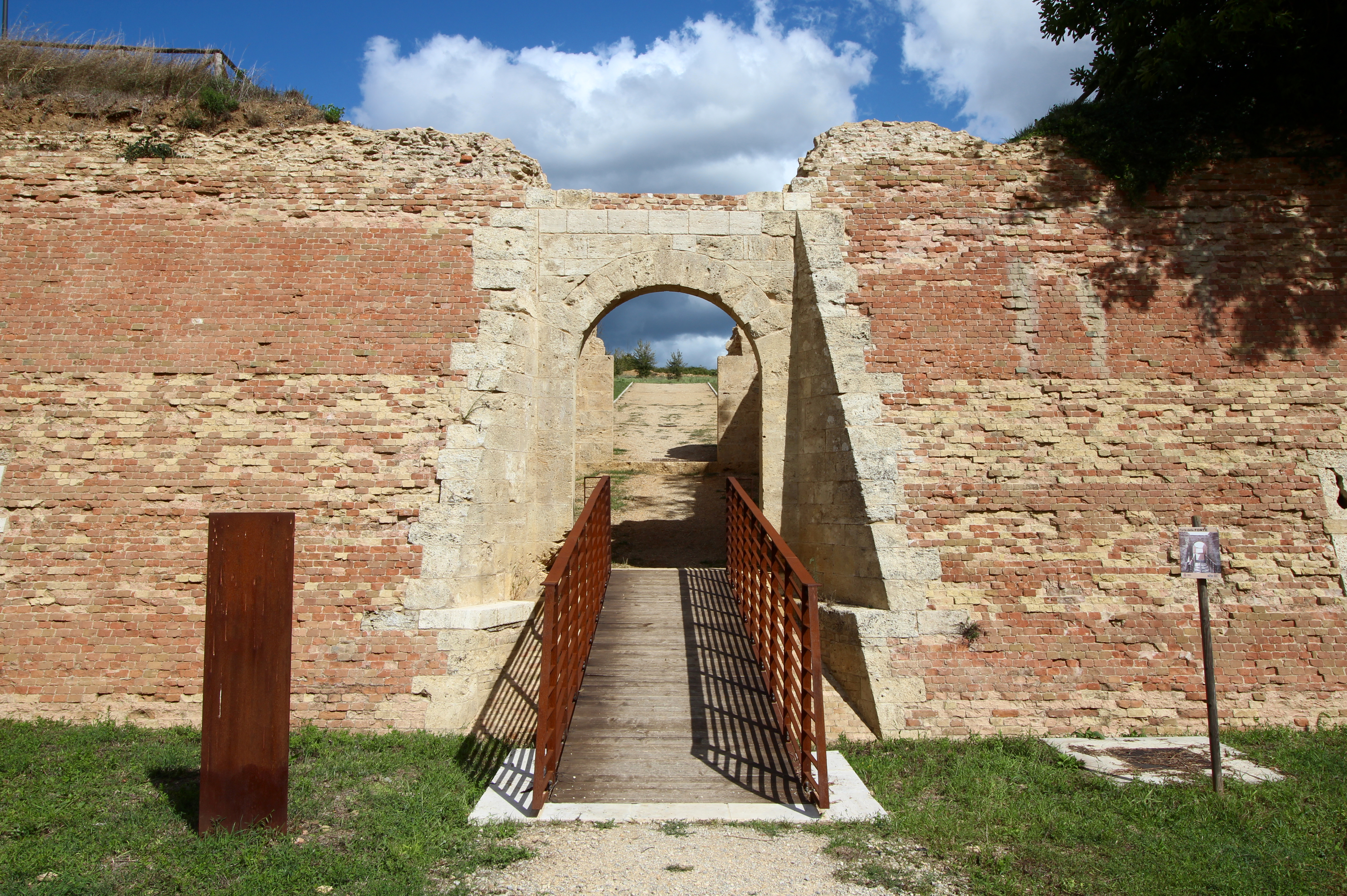
La Porta della Fonte après restauration.
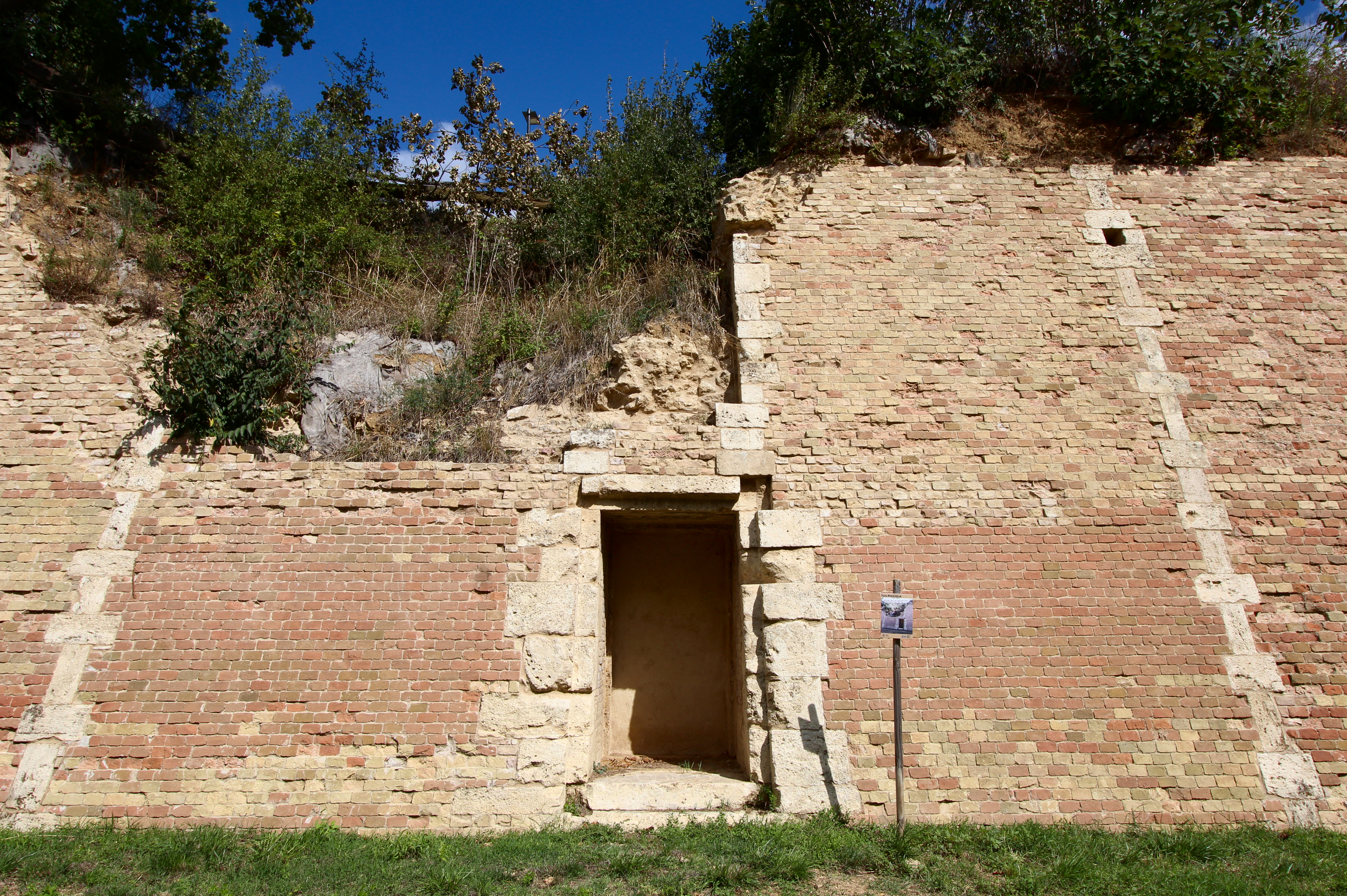
La Porta Piccola après restauration.

### La forteresse
La construction de la forteresse ou Cassero Mediceo commença vers la fin janvier 1489, mais les travaux furent abandonnés à la mort de Laurent de Médicis en 1492. Très lentement et de manière limitée, les travaux reprirent en 1498, mais ils furent de courte durée. Une nouvelle série de bâtiments est créée entre 1505 et 1510. À cette époque, il y avait encore un manque de logements pour les soldats et d'armes pour la défense. Les travaux de la forteresse furent définitivement abandonnés en 1513. Des restaurations furent réalisées entre 1634 et 1659.
La forteresse est située sur le côté nord-est de la colline et comme elle a été construite sur un terrain plat, il a été possible de lui donner une forme géométrique rectangulaire avec un sommet, considéré comme un ravelin, situé à l'extrême est. En raison de cet appendice, la forme de la forteresse s'apparente à celle d'un pentagone irrégulier avec des bastions polygonaux aux angles : deux du côté tourné vers la ville et deux, en plus du ravelin, du côté opposé. À l'intérieur des bastions, il y avait une double embrasure pour une batterie de canons en forme de dôme circulaire et d'autres emplacements de canons à l'intersection des bastions avec la courtine. La façade bastionnée se présente dans une version désormais aboutie, sans éléments saillants et en grande partie avec une inclinaison escarpée.
Dans son projet, les chercheurs ont vu l'influence des études sur la forme anthropomorphique présentes dans le traité de Francesco di Giorgio Martini.

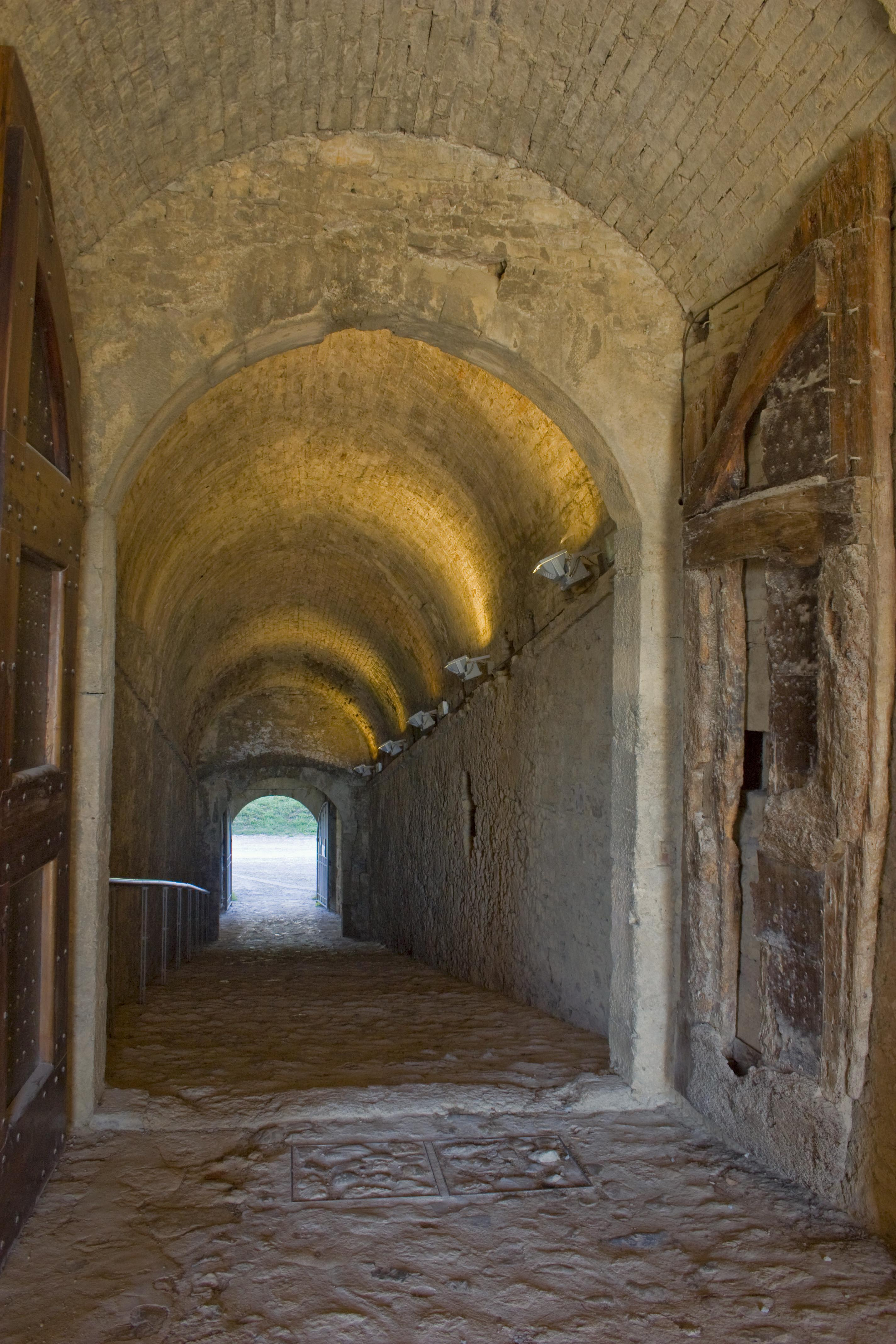
Intérieur de la caserne.

On accède à la forteresse par une porte de forme très similaire, bien que de plus petite taille, aux portes des remparts de la ville, puis par un long couloir, on entre dans la zone intérieure. Le bâtiment intérieur est appelé donjon, mais en réalité, il s'agit d'une caserne répartie sur quatre étages. La structure de la caserne est disposée selon une orientation nord-sud et occupe toute la largeur de la structure. À l'intérieur se trouve une chapelle encore identifiable par ses dimensions.
La forteresse à l’extérieur a une qualité de construction supérieure à celle de l’intérieur. La pointe extrême est en travertin, en partie en pierre de taille et en partie ciselée dans le banc qui émerge à cet endroit de la colline et présente un escarpement sur toute sa hauteur.
L'ensemble de la structure de la forteresse a été restauré à la fin du XXe siècle. Jusqu'à peu avant la restauration, l'intérieur de la forteresse était utilisé comme champ de culture. Le donjon est aujourd'hui utilisé comme siège du Centre de Documentation des fouilles archéologiques de la ville de Poggibonizzo, qui illustre l'histoire de la colline et où se trouvent des pièces de monnaie, des céramiques, du verre, des sceaux, des objets du quotidien découverts sur place et datant de la fin de l'Empire romain et du XVIe siècle.
Depuis les bastions de la forteresse,la vue s'étend d'un panorama remarquable sur Poggibonsi aux environs immédiats, jusqu'aux  collines du Chianti, aux collines métallifères vers la mer Tyrrhénienne, et aux Apennins au nord.